# La Cobertera
La Cobertera, o Covadonga, és un dels 32 barris de la ciutat de Sabadell, al Vallès Occidental. Està situat al Districte 1, al sector del Centre.
Com a nom de lloc, la Cobertera apareix en documents des del 1425, i és, per tant, un dels més antics de Sabadell. Es refereix a un barranc sobre el riu Ripoll, avui mig reblert, on hi ha la plaça de Sant Oleguer. Havia estat un paratge força inhòspit. Durant anys la morfologia del terreny va anar canviant, ja que servia d'abocador i de canyet. Per aquest motiu hi devien anar molts carronyaires, de manera que és possible que la Corbatera, o lloc de corbs es trabuqués popularment en la Cobertera. Marian Burguès afirma que havia estat un "barranc esfereïdor [...], on s'abocaven la major part d'aigües pluvials [...]. Hi havia alguns forats on les òlibes hi niaven". L'any 1865 l'Ajuntament hi va instal·lar l'escorxador, que s'hi va estar fins al 1987. Consta que el 1941 es demanava que ja no s'hi aboqués res més.